# Petrópolis
Petrópolis là một đô thị thuộc bang Rio de Janeiro, Brasil. Đô thị này có diện tích 774,606 km², dân số năm 2007 là 312183 người, mật độ 400,5 người/km².